# 中国共产党胶东特别委员会
中国共产党胶东特别委员会，简称中共胶东特委，中国共产党于1933年3月至1938年12月间在山东省胶东地区的领导机构。1933年3月，为响应中共中央“三倍扩大党的组织”的决议，以中共莱阳县委为基础在山东省烟台市牟平县刘伶庄（今属威海市乳山市）成立，首任特委书记是原莱阳县委书记张静源。1938年8月，中共胶东特委根据中共苏鲁豫皖边区省委的决定改组为中共胶东区委。在成立的五年中，中共胶东特委曾多次遭到破坏，先后八届七位特委书记中，有张静源、张连珠、理琪三位于任上去世。

## 背景
1921年中国共产党成立后不久，王荷波、邓中夏就被中共中央局派到烟台开展活动。此后除了当地发展的党员外，也有很多在外地入党的党员陆续到胶东活动。1928年3月，李伯颜在烟台市莱阳县万第镇水口村建立了胶东的第一个县委中共莱阳县委员会，并与中共山东省委取得联系。到1933年2月，中国共产党在除青岛外的胶东地区分别建立了烟台市委、文登特支、莱阳县委、掖县县委、牟海县委、牟平县委等直属山东省委领导的地方组织。由于多是地下秘密活动，各自为政的状态制约了胶东党组织的进一步发展，成立统一的领导机构来统筹中共在整个胶东地区的活动成为现实需要。
1932年5月，原在青岛活动的张静源因被人告密而遭通缉，脱险后经省委同意转移到莱阳活动。1932年7月底，张静源重组了遭破坏的莱阳县委，他任书记，刘松山任组织委员，宋化鹏任宣传委员。1932年11月，中共海莱特支在海阳县大黄家村成立，张静源兼任书记，宋化鹏、刘松山、孙奭平任委员。到1932年底，莱阳县委领导下的党组织已扩大到莱阳海阳边界、牟平海阳边界、莱阳栖霞边界、莱阳招远边界的部分村庄。

## 历史
1931年2月，中共山东省委就在其工作计划中提出要准备成立中共胶东特委。1933年1月底，张静源赴济南向省委汇报工作。省委指示张静源以莱阳为中心向胶东各县发展，待时机成熟建立中共胶东特委。1933年3月，张静源与刘经三在牟平县刘伶庄建立了中共胶东特委，张静源任书记，刘经三和刘松山为委员。胶东特委下辖海阳、莱阳、栖霞、牟平、黄县、掖县、文登和荣成8个县。
1933年7月，中共山东临时省委遭破坏，中共胶东特委与上级党组织失掉联系，张静源去天津与中共中央北方代表取得联系。回莱阳后，按北方代表指示在莱阳县水口村成立了中共莱阳中心县委，张静源任书记，刘松山任组织委员。1933年8月18日，中共胶东特委由牟平迁到烟台，地址选在烟台北大街。1933年8月，中心县委组建了以宫兼三、左武堂为首的40余人的武装游击队。其时，徐元义另立中共莱阳县委，并得到了中共青岛临时市委承认。1933年9月，青岛临时市委派李林到莱阳调查处理此事，李林要求两个县委合并，由张静源组建新的莱阳县委。1933年10月12日，徐元义将到莱阳小徐格庄协调合并事宜的张静源在村外杀害。11月初，中心县委派姜宗泰等找到徐元义，将其以叛党的名义处决。
1933年11月中旬，中共胶东特委委员刘经三在文登县主持召开胶东七县党组织代表联席会议。会议决定派刘经三去北平、天津寻找党的关系。12月，刘经三在北平通过同乡、原牟海县委书记王心一同中共中央北方局接上了关系。1934年1月，北方局派原在陕北工作的常子健随刘经三回了胶东。2月，在文登县建立了第二届中共胶东特委，常子健任书记，刘经三任宣传委员，张连珠任组织委员，先后确立的其他委员还有宋竹庭、李厚生、刘松山、邹青言、刘振民等。1934年3月至7月间，根据七县党组织代表联席会议的要求，先后成立了文登县委、牟福边区委、海阳县委。1934年8月，胶东特委经北方局介绍转归当时代行省委职权的共青团山东省工委领导。8月15日，团省工委要求胶东特委着手准备武装暴动，并提出了一些具体要求。根据团省工委的指示，胶东特委组织了一些小型的武装活动，但不久后的1934年9月23日，特委委员刘经三、张连珠、李厚生被捕押解济南，特委书记常子健去了青岛，胶东特委遂告解体。后刘经三在韩复榘审问时承认了自己中国共产党身份，而张连珠、李厚生二人被具保释放。
1935年1月，张连珠、李厚生获释后，去青岛向团省工委汇报请示后返回胶东。根据团省工委的指示，他们于1935年1月在文登县重建中共胶东特委，张连珠任书记，刘振民、邹青言、曹云章等任委员。1935年4月27日，团省工委遭到破坏，胶东特委再次与上级党组织失去了联系。但是，胶东特委仍然按照团省工委关于举行武装暴动的指示，在经过十个月的准备后在11月29日（农历十一月初四）发动了史称“一一·四暴动”的武装暴动。这次暴动在国民政府山东当局的镇压下很快就失败了，特委书记张连珠等被俘就义。大部分暴动队员被打散，仅有于得水、王亮等率近30人转入昆嵛山区打游击。
一一·四暴动失败后，胶东的中共组织不仅遭到了严重破坏，与上级组织也失去联系。在原胶东特委巡视员张修己的提议下，当地幸存党员干部重新组建了中共文登临时县委，后与中共河南省委取得联系。1936年1月，经在河南工作的中共中央政治交通员邓汝训介绍，因上海党组织被破坏而到了河南的理琪来到胶东从事党组织的恢复工作。1936年4月，理琪在文登县沟于家村成立了中共胶东临时特委，理琪任书记，刘振民、邹青言等任委员。1936年8月，出于安全和工作开展等方面的考虑，也为了寻找上级党组织的关系，理琪和临时特委机关从文登迁移到了烟台市内，理琪的办公地点就隐藏在烟台市区毓璜顶的山东省立第八中学中。理琪顺利与中共烟台工委书记吕志恒取得联系，并通过他与中共中央北方局接上了关系。10月，根据北方局的指示，胶东临时特委改为胶东临时工作委员会委隶属于北方局，理琪任书记，吕志恒任副书记。1936年12月间，由于叛徒的出卖，临时工委遭到了破坏，理琪和组织委员邹青言等6人被捕解往济南。
1937年2月，临时工委机关迁往威海，吕志恒任书记。1937年7月7日芦沟桥事变后，抗日民族统一战线形成。1937年11月，通过交涉，理琪被保释出狱。1937年12月15日，理琪受山东省委指派回到胶东后重建中共胶东特委，理琪任书记，吕志恒任副书记，特委委员有林一山、张修己、柳运光、李紫辉。12月24日，胶东特委发动了天福山起义，以一一·四暴动后幸存武装为基础，建立了山东人民抗日救国军第三军，这是胶东第一支由中国共产党独立领导的抗日武装。1938年2月13日，第三军攻下了被日军占领后交给亲日傀儡政府的牟平城，携战利品撤出县城后，理琪率部进入城南山区休整，指挥部在雷神庙开会研究下一步的安排。因负责阻击和警戒的部队缺乏战斗经验，中午12点左右，留在雷神庙开回的理琪等二十多人被从烟台赶来驰援的日军包围，雷神庙战斗爆发，理琪在战斗中负伤，撤退途中牺牲。

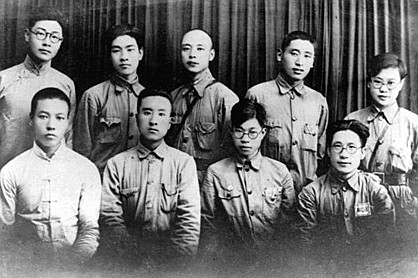
1938年5月中共胶东特委委员在黄县的合影

理琪牺牲后，胶东特委率领第三军总部转战文登、牟平地区，在牟平县马石店召开特委会议，推举曹漫之代理特委书记，并决定西进开辟抗日根据地。1938年5月上旬，胶东特委和第三军总部到达黄县境内。6月初，根据中共苏鲁豫皖边区省委指示，中共胶东特委及第三军领导班子进行了改组，王文被边区省委委任为书记，林一山任宣传部长，吕志恒任组织部长，高锦纯任军事部长，柳运光任统战部长，于克恭任民运部长，林乎加任青年部长，李紫辉任妇女部长；高锦纯任军政委员会主席和第三军总指挥。1938年8月，胶东抗日游击第三支队编入山东人民抗日救国军第三军，9月山东人民抗日救国军第三军改编为山东人民抗日游击队第五支队，12月改为八路军山东纵队第五支队。1938年8月，边区省委决定在中共胶东特委的基础上组建胶东区委，以加强中国共产党对整个胶东的领导。1938年12月，中共苏鲁豫皖边区省委改为中共山东分局，随后，根据山东分局的指示中共胶东区第一次党员代表大会在掖县葛城村召开，大会选举产生了中国共产党胶东区委员会，中共胶东特委随之撤销。

## 历任特委书记
在中国共产党胶东特别委员会从成立到废止的五年时间中曾多次遭到破坏，在先后八届七位特委书记中就有张静源、张连珠、理琪三位于任上去世。
| 任次 | 姓名   | 生卒年         | 在任时间              | 简介 |
| ---- | ------ | -------------- | --------------------- | --- |
| 1    | 张静源 | 1901年－1933年 | 1933年3月－1933年10月 | 山东省博兴县阎坊乡高渡村人，1928年加入中国共产党，1933年10月12日在莱阳被叛党分子徐元义等人暗杀，第一届中共胶东特委遭破坏                     |
| 2    | 常子健 |                | 1934年2月－1934年9月  | 陕西省米脂县人，1934年1月由中共中央北方局委派到胶东，1934年9月多位特委委员被捕，常子健去了青岛，第二届胶东特委解体                           |
| 3    | 张连珠 | 1904年－1935年 | 1935年1月－1935年11月 | 山东省文登县长岗村人，第二届特委委员，1935年1月重建中共胶东特委并任书记，1935年11月29日发动一一·四暴动，后失败被俘于12月18日被文登县政府处死 |
| 4    | 理琪   | 1908年－1938年 | 1936年4月－1936年12月 | 河南省太康县游庄村人，1936年1月由河南省委介绍到胶东，4月成立胶东临时特委并任书记，胶东临时特委改为胶东临时工作委员会，理琪仍任书记，12月被捕 |
| 5    | 吕志恒 | 1911年－1979年 | 1937年2月－1937年12月 | 辽宁省长海县人，1937年2月，胶东临时工委机关迁往威海，吕志恒任胶东临时工委书记，理琪1937年12月出狱后重建胶东特委，吕志恒任副书记              |
| 6    | 理琪   | 1908年－1938年 | 1937年12月－1938年2月 | 理琪1937年12月出狱后重建胶东特委并任书记，1938年2月13日在雷神庙战斗中牺牲                                                                    |
| 7    | 曹漫之 | 1913年－1991年 | 1938年3月－1938年6月  | 山东省荣成市成山镇人，1938年2月理琪牺牲后，曹漫之被推举为代理特委书记，6月王文任被中共苏鲁豫皖边区省委委任书记后，他改任特委委员             |
| 8    | 王文   | 1911年－1943年 | 1938年6月－1938年12月 | 陕西省绥德县人，1938年6月，王文被中共苏鲁豫皖边区省委委派任特委书记，1938年12月，胶东特委改组为胶东区委，王文仍任书记                        |